# 6148 Ignazgünther
(6148) Ignazgunther, denumire internațională (6148) Ignazgünther, este un asteroid din centura principală de asteroizi.

## Descriere
6148 Ignazgünther este un asteroid din centura principală de asteroizi. A fost descoperit pe 16 octombrie 1977 la Observatorul Palomar de Cornelis Johannes van Houten, Ingrid van Houten-Groeneveld și Tom Gehrels. Asteroidul prezintă o orbită caracterizată de o semiaxă mare de 2,28 ua, o excentricitate de 0,23 și o înclinație de 22,7° în raport cu ecliptica.